# Németh Marika
Németh Marika (Pécs, 1925. június 26. – Budapest, 1996. február 26.) Jászai Mari-díjas magyar operett-énekesnő, színésznő, primadonna, érdemes és kiváló művész.

## Élete és pályafutása
Pályájának első állomásaként 1946-ban egy évadra a Vígszínházhoz szerződött. A következő évben végezte el az Országos Színészegyesület színiiskoláját, ezután a Művész Színház tagja lett. 1949–1965 között, majd 1969-től a Budapesti Operettszínház művésze volt. A köztes időben, 1965 és 1969 között Nyugat-Németországban, először Koblenzben, majd Kölnben játszott, de különösen csengő, utánozhatatlan hangját és játékát megismerték Ausztriában, Ausztráliában, Olaszországban, Kanadában, Hollandiában vagy az Egyesült Államokban is.
Legnagyobb sikereit Kálmán Imre operettjeiben aratta: volt Sylvia a Csárdáskirálynőben, címszereplő a Marica grófnőben, Fedóra A cirkuszhercegnőben, de Lehár Ferenc számos operettjében is felejthetetlen alakítást nyújtott: volt Glavári Hanna A víg özvegyben és Liza A mosoly országában. A Budapesti Operettszínház örökös tagja.
1965-től Nyugat-Németországban lépett fel, egy görög hajómágnás felesége lett és férjével Koblenzben éltek, de 1969-ben az NSZK-ból való visszatérése után elvált, majd házasságot kötött Marik Péter színésszel.

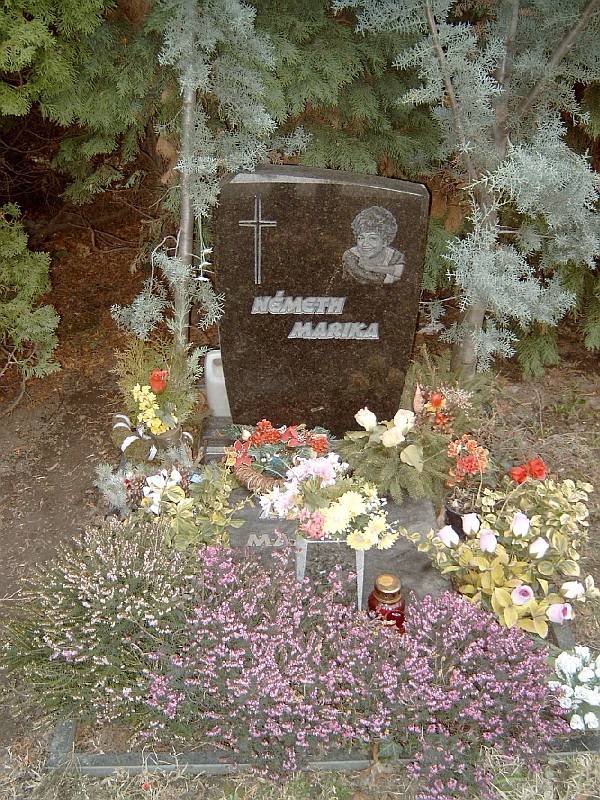
Sírja a Farkasréti temetőben

1996-ban hunyt el, a Farkasréti temetőben helyezték örök nyugalomra.

## Filmszerepei
- Mágnás Miska (1949)[11]
- Díszelőadás (1955)[6]
- Falusi idill (1963)[6]
- Fuss, hogy utolérjenek! (1972)[11]
- A koldusdiák (1979) (Zenés TV Színház)[12][13]

## Díjai, elismerései
Munkásságáért több elismerésben részesült:
- Jászai Mari-díj (1955)
- Érdemes művész (1978)
- Kiváló művész (1985)
- A Magyar Köztársasági Érdemrend kiskeresztje (1995)